# Nathalie Rabe
Pour les articles homonymes, voir Rabe.
Nathalie Rabe, née en 1969, est une entrepreneure, femme politique et ministre malgache, devenue directrice de communication de la confédération africaine de football (CAF).

## Biographie
Née en 1969, Nathalie Rabe effectue des études scientifiques, en biochimie, en France à l'Université Paris-Sud Orsay en 1993, puis opte pour une année supplémentaire de DESS en gestion d'entreprises et marketing. Elle travaille dans plusieurs entreprises en France et à Madagascar et crée en 2003 une agence de communication, Novo-Comm, qui rejoint le réseau mondial Ogilvy, lui-même intégré à WPP.
Elle est engagée dans la politique depuis la création de l'antenne France du parti politique LEADER-Fanilo (LEADER pour Libéralisme économique et action démocratique pour la reconstruction nationale) fondé en 1992 par Herizo Razafimahaleo, jusqu'à la mort de ce dernier en 2008,,. Elle est d'abord secrétaire général de cette antenne extérieure pour devenir secrétaire générale adjointe du parti lors de son retour au pays. Elle a dirigé la communication de Herizo Razafimahaleo lors de sa campagne présidentielle en 2001 et en 2006. Après la mort de Herizo Razafimahaleo en 2008, elle devient vice-présidente du parti. 
En septembre 2009, elle intègre le gouvernement de transition formé par Roindefo Monja, à la suite de la crise politique malgache de 2009. Le Premier ministre Roindefo Monja est remplacé par le colonel Albert-Camille Vital en décembre 2009, dans une période politique tendue. Elle a contribué entre autres à la libéralisation du domaine audio-visuel à Madagascar - plus de 100 licences signées. C'est la première Ministre à avoir donné accès à l'opposition à la TVM et RNM, les télévision et radio publiques du pays. Elle a appelé les journalistes à détacher l'Ordre des Journalistes du ministère, mais sans succès car les journalistes eux-mêmes n'ont pas répondu à l'appel. À la suite de sa prise de position en défendant des journalistes violentés dans l'exercice de leur fonction, elle est finalement limogée, ou préfère partir, quelques mois plus tard, en mai 2010.
Elle reprend ensuite ses activités en entreprise, dans la communication. Elle est actionnaire de deux autres sociétés à Madagascar : GMM et Red Sakay. Toutes deux dans le domaine de la communication, la première en tant que centrale d'achats média et la seconde dans la communication digitale.
Et en 2013, elle se présente aux Législatives dans la 2eme circonscription de la capitale Antananarivo. Candidate indépendante à la suite d'une mésentente avec son parti LEADER Fanilo, elle termine 3ème après une campagne de proximité et éducative où elle sera la seule candidate à faire des propositions de lois à défendre à l'Assemblée Nationale. Seuls les deux premiers candidats seront retenus. Le candidat du LEADER Fanilo terminera lui à la 20ème place.
Femme engagée, elle a monté des associations : Fahazavana dans son quartier et Happy Women dans son entreprise. Ses actions sont orientées vers le soutien des femmes et l'éducation des enfants.
En 2009, elle rejoint la commission football féminin de la Fédération malagasy de football, avant d'en être élue membre du comité exécutif sous la présidence d'Ahmad Ahmad, une connaissance de longue date de par leur passé commun en tant que proches de Herizo Razafimahaleo. Elle est nommée membre de la commission média de la confédération africaine de football (CAF) lorsque Ahmad Ahmad est élu au comité exécutif de la CAF. Elle parcourt alors les compétitions de la CAF en tant qu'Officier Média et doit notamment gérer la fameuse conférence de presse avec Alain Giresse, fortement houspillé par les journalistes sénégalais après la défaite de l'équipe du Sénégal à la CAN 2015. En mars 2018, elle est nommée directrice de communication de la CAF, et rejoint le siège de cette organisation, en Égypte en juillet 2018. Cette nomination est annoncée par Ahmad Ahmad durant un symposium du football féminin africain à Marrakech, au Maroc,,,,.